# Saison NBA Gatorade League 2021-2022
Navigation
Saison 2020-2021 Saison 2022-2023
La saison 2021-2022 de la NBA Gatorade League est la 21e saison de la NBA Gatorade League, ligue mineure de la National Basketball Association (NBA).
La saison précédente, la ligue a joué une saison écourtée avec 18 équipes et tous les matchs ont eu lieu au ESPN Wide World of Sports Complex de Bay Lake, en Floride, dans le même esprit que la bulle de la NBA en 2020 en raison des restrictions continues pendant la pandémie de COVID-19,.
La saison 2021-2022 comprend la Winter Showcase, du 5 novembre au 22 décembre, où les 30 équipes participent. À la suite de cette compétition, 28 des équipes de la ligue ont commencé la saison régulière traditionnelle qui devait se disputer sur 36 matchs pour chaque équipe, du 5 janvier au 2 avril avant les playoffs. Des reports inopportuns ont conduit à un niveau variable de matchs joués, ce qui signifie qu'environ 31 à 35 matchs ont été joués par chaque équipe.

## Changements au sein de la ligue
La NBA Gatorade League a ajouté une nouvelle équipe, trois équipes ont été relocalisées et deux équipes ont changé leur image de marque pour la saison 2021-2022 :
- Les Capitanes de Ciudad de México devaient initialement commencer à jouer au sein de la ligue en 2020-2021, mais ont repoussé leurs débuts en NBA G League pour la saison 2021-2022 en raison de la pandémie[4]. Alors que les restrictions de voyage se poursuivent dans la planification de la saison 2021-2022, les Capitanes ont joué la Winter Showcase du 5 novembre au 22 décembre et n’ont pu jouer aucun match à domicile.
- Le Charge de Canton déménage à Cleveland pour jouer au Wolstein Center de l’Université d'État de Cleveland et est rebaptisé Charge de Cleveland[5].
- Les Pistons de Détroit ont acheté et déplacé la franchise des Suns de Northern Arizona pour devenir le Cruise de Motor City avec des matchs à domicile à Détroit au Wayne State Fieldhouse[6].
- Les Pelicans de La Nouvelle-Orléans ont déménagé leur franchise, jouant auparavant sous le nom de BayHawks d'Érie, à Birmingham, en Alabama, en tant que Squadron de Birmingham après la rénovation de la Legacy Arena[7].
- Les Celtics de Boston ont rebaptisé leur filiale des Red Claws du Maine, pour devenir les Celtics du Maine[8].
- Les Nuggets de Denver étaient affiliés au Drive de Grand Rapids, qui était auparavant affiliée aux Pistons de Détroit, et l'équipe a été rebaptisée le Gold de Grand Rapids[9].

Les divisions ont été abolies et c'est dorénavant les 6 meilleures équipes de chaque conférence qui participeront aux playoffs.
De plus, les Knicks de Westchester ont temporairement joué leurs matchs à domicile, initialement au White Plains, dans l’État de New York, à Bridgeport, dans le Connecticut, car leur salle, le Westchester County Center, était toujours utilisé comme site de vaccination contre la COVID-19.
La ligue a changé son format de saison, qui se divise en deux étapes : une Winter Showcase de 14 matchs et ensuite une saison régulière de 36 matchs avec les playoffs. Les 30 équipes ont joué lors du Winter Showcase qui s’est terminé le week-end du 19 au 22 décembre. La saison régulière devait commencer le 27 décembre, mais elle a été repoussée au 5 janvier. Le classement de la ligue est réinitialisé pour le début de la saison régulière. L'Ignite et les Capitanes de Mexico ne participent pas à la saison régulière et aux playoffs, mais joueront quelques matchs d'exhibition qui ne comptent pas pour le classement des autres équipes.
Cette saison est la première pour Wilson en tant que marque officielle de la Gatorade League. Le 14 mai 2020, la NBA a annoncé un partenariat pluriannuel avec Wilson en tant que fabricant et fournisseur de ballons pour la G-League, pour succéder à Spalding, qui fournit la ligue depuis 2001.

## Winter Showcase

### Classements
| No | Équipe                           | Vic. | Déf. | V/D   | GB  |
| -- | -------------------------------- | ---- | ---- | ----- | --- |
| 1  | x - Herd du Wisconsin (MIL)      | 9    | 3    | 75,0% | –   |
| 2  | x - Cruise de Motor City (DET)   | 8    | 4    | 66,7% | 1,0 |
| 3  | x - Mad Ants de Fort Wayne (IND) | 8    | 4    | 66,7% | 1,0 |
| 4  | Charge de Cleveland (CLE)        | 6    | 6    | 50,0% | 3,0 |
| 5  | Wolves de l'Iowa (MIN)           | 6    | 6    | 50,0% | 3,0 |
| 6  | Gold de Grand Rapids (DEN)       | 5    | 6    | 45,5% | 3,5 |
| 7  | Bulls de Windy City (CHI)        | 2    | 7    | 22,2% | 5,5 |
| 8  | Skyforce de Sioux Falls (MIA)    | 1    | 9    | 10,0% | 7,0 |

| No | Équipe                           | Vic. | Déf. | V/D   | GB  |
| -- | -------------------------------- | ---- | ---- | ----- | --- |
| 1  | y - Blue Coats du Delaware (PHI) | 11   | 1    | 91,7% | –   |
| 2  | x - Celtics du Maine (BOS)       | 10   | 2    | 83,3% | 1,0 |
| 3  | Go-Go de Capital City (WAS)      | 6    | 6    | 50,0% | 5,0 |
| 4  | Knicks de Westchester (NYK)      | 4    | 8    | 33,3% | 7,0 |
| 5  | Nets de Long Island (BRK)        | 4    | 8    | 33,3% | 7,0 |
| 6  | Raptors 905 (TOR)                | 4    | 8    | 33,3% | 7,0 |
| 7  | Skyhawks de College Park (ATL)   | 3    | 9    | 25,0% | 8,0 |

| No | Équipe                                | Vic. | Déf. | V/D   | GB  |
| -- | ------------------------------------- | ---- | ---- | ----- | --- |
| 1  | x - Vipers de Rio Grande Valley (HOU) | 9    | 3    | 75,0% | –   |
| 2  | Squadron de Birmingham (NOP)          | 7    | 5    | 58,3% | 2,0 |
| 3  | Legends du Texas (DAL)                | 7    | 5    | 58,3% | 2,0 |
| 4  | Spurs d'Austin (SAS)                  | 7    | 5    | 58,3% | 2,0 |
| 5  | Hustle de Memphis (MEM)               | 6    | 6    | 50,0% | 3,0 |
| 6  | Magic de Lakeland (ORL)               | 5    | 7    | 41,7% | 4,0 |
| 7  | Capitanes de Mexico                   | 4    | 8    | 33,3% | 5,0 |
| 8  | Swarm de Greensboro (CHA)             | 3    | 9    | 25,0% | 6,0 |

| No | Équipe                         | Vic. | Déf. | V/D   | GB  |
| -- | ------------------------------ | ---- | ---- | ----- | --- |
| 1  | x - Lakers de South Bay (LAL)  | 9    | 3    | 75,0% | –   |
| 2  | x - Blue d'Oklahoma City (OKC) | 8    | 4    | 66,7% | 1,0 |
| 3  | Clippers d'Agua Caliente (LAC) | 7    | 5    | 58,3% | 2,0 |
| 4  | NBA G League Ignite            | 6    | 6    | 50,0% | 3,0 |
| 5  | Kings de Stockton (SAC)        | 6    | 6    | 50,0% | 3,0 |
| 6  | Warriors de Santa Cruz (GSW)   | 4    | 8    | 33,3% | 5,0 |
| 7  | Stars de Salt Lake City (UTA)  | 2    | 10   | 16,7% | 7,0 |

y - Possède le meilleur bilan ; x - Qualifié pour le Showcase Cup

### Showcase Cup
|  | Quarts de finale | Quarts de finale            | Quarts de finale     |                      |                     | Demi-finale            | Demi-finale | Demi-finale |  |  | Finale | Finale                 | Finale |
|  |                  |                             |                      |                      |                     |                        |             |             |  |  |        |                        |        |
|  | 1                | Blue Coats du Delaware      | 126                  |                      |                     |                        |             |             |  |  |        |                        |        |
|  | 8                | Mad Ants de Fort Wayne      | 101                  |                      |                     |                        |             |             |  |  |        |                        |        |
|  | 8                | Mad Ants de Fort Wayne      | 101                  |                      | 1                   | Blue Coats du Delaware | 122         |             |  |  |        |                        |        |
|  |                  |                             |                      |                      | 1                   | Blue Coats du Delaware | 122         |             |  |  |        |                        |        |
|  |                  | 4                           | Lakers de South Bay  | 108                  |                     |                        |             |             |  |  |        |                        |        |
|  | 4                | 4                           | Lakers de South Bay  | 108                  | Lakers de South Bay | 119                    |             |             |  |  |        |                        |        |
|  | 4                |                             |                      |                      | Lakers de South Bay | 119                    |             |             |  |  |        |                        |        |
|  | 5                | Herd du Wisconsin           | 112                  |                      |                     |                        |             |             |  |  |        |                        |        |
|  |                  |                             |                      |                      |                     |                        |             |             |  |  | 1      | Blue Coats du Delaware | 104    |
|  |                  |                             | 6                    | Blue d'Oklahoma City | 96                  |                        |             |             |  |  |        |                        |        |
|  | 3                | Vipers de Rio Grande Valley | 113                  |                      |                     |                        |             |             |  |  |        |                        |        |
|  | 6                | Blue d'Oklahoma City        | 119                  |                      |                     |                        |             |             |  |  |        |                        |        |
|  | 6                | Blue d'Oklahoma City        | 119                  |                      | 6                   | Blue d'Oklahoma City   | 99          |             |  |  |        |                        |        |
|  |                  |                             |                      |                      | 6                   | Blue d'Oklahoma City   | 99          |             |  |  |        |                        |        |
|  |                  | 7                           | Cruise de Motor City | 97                   |                     |                        |             |             |  |  |        |                        |        |
|  | 2                | 7                           | Cruise de Motor City | 97                   | Celtics du Maine    | 103                    |             |             |  |  |        |                        |        |
|  | 2                |                             |                      |                      | Celtics du Maine    | 103                    |             |             |  |  |        |                        |        |
|  | 7                | Cruise de Motor City        | 116                  |                      |                     |                        |             |             |  |  |        |                        |        |

### Statistiques
| Catégorie                | Joueur             | Équipe                 | Statistique |
| ------------------------ | ------------------ | ---------------------- | ----------- |
| Points par match         | Saben Lee          | Cruise de Motor City   | 30,9        |
| Rebonds par match        | Freddie Gillespie  | Hustle de Memphis      | 12,5        |
| Passes par match         | Ryan Arcidiacono   | Celtics du Maine       | 7,8         |
| Interceptions par match  | Shaquille Harrison | Blue Coats du Delaware | 3,3         |
| Contres par match        | Freddie Gillespie  | Hustle de Memphis      | 2,8         |
| Ballons perdus par match | Vernon Carey Jr.   | Swarm de Greensboro    | 4,5         |
| Minutes jouées par match | Tyler Hall         | Knicks de Westchester  | 39,8        |
| Double-doubles           | Terry Taylor       | Mad Ants de Fort Wayne | 11          |

### Récompenses

#### Most Valuable Player
- Jarron Cumberland, Blue Coats du Delaware[13]

#### All-Showcase Team
- F, Paris Bass, Lakers de South Bay
- F, D. J. Wilson, Blue d'Oklahoma City
- F/C, Cheick Diallo, Cruise de Motor City
- G, Jarron Cumberland, Blue Coats du Delaware
- G, Anthony Barber, Skyhawks de College Park

## Compétition

### Saison régulière
| No | Équipe                             | Vic. | Déf. | V/D   | GB   |
| -- | ---------------------------------- | ---- | ---- | ----- | ---- |
| 1  | y - Raptors 905 (TOR)              | 24   | 8    | 75,0% | –    |
| 2  | x - Cruise de Motor City (DET)     | 22   | 10   | 68,8% | 2,0  |
| 3  | x - Blue Coats du Delaware (PHI)   | 22   | 10   | 68,8% | 2,0  |
| 4  | x - Go-Go de Capital City (WAS)    | 21   | 10   | 67,7% | 2,5  |
| 5  | x - Skyhawks de College Park (ATL) | 20   | 13   | 60,6% | 4,5  |
| 6  | x - Nets de Long Island (BRK)      | 18   | 15   | 54,5% | 6,5  |
|    |                                    |      |      |       |      |
| 7  | Gold de Grand Rapids (DEN)         | 17   | 15   | 53,1% | 7,0  |
| 8  | Knicks de Westchester (NYK)        | 17   | 15   | 53,1% | 7,0  |
| 9  | Mad Ants de Fort Wayne (IND)       | 17   | 17   | 50,0% | 8,0  |
| 10 | Celtics du Maine (BOS)             | 16   | 16   | 50,0% | 8,0  |
| 11 | Bulls de Windy City (CHI)          | 15   | 19   | 44,1% | 10,0 |
| 12 | Magic de Lakeland (ORL)            | 11   | 21   | 34,4% | 13,0 |
| 13 | Swarm de Greensboro (CHA)          | 9    | 24   | 27,3% | 15,5 |
| 14 | Herd du Wisconsin (MIL)            | 8    | 24   | 25,0% | 16,0 |
| 15 | Charge de Cleveland (CLE)          | 6    | 26   | 18,8% | 18,0 |

| No | Équipe                                | Vic. | Déf. | V/D   | GB   |
| -- | ------------------------------------- | ---- | ---- | ----- | ---- |
| 1  | y - Vipers de Rio Grande Valley (HOU) | 24   | 10   | 70,6% | –    |
| 2  | x - Clippers d'Agua Caliente (LAC)    | 22   | 11   | 66,7% | 1,5  |
| 3  | x - Lakers de South Bay (LAL)         | 21   | 11   | 65,6% | 2,0  |
| 4  | x - Squadron de Birmingham (NOP)      | 18   | 14   | 56,3% | 5,0  |
| 5  | x - Legends du Texas (DAL)            | 19   | 15   | 55,9% | 5,0  |
| 6  | x - Warriors de Santa Cruz (GSW)      | 15   | 17   | 46,9% | 8,0  |
|    |                                       |      |      |       |      |
| 7  | Wolves de l'Iowa (MIN)                | 15   | 17   | 46,9% | 8,0  |
| 8  | Kings de Stockton (SAC)               | 15   | 18   | 45,5% | 8,5  |
| 9  | Hustle de Memphis (MEM)               | 15   | 19   | 44,1% | 9,0  |
| 10 | Blue d'Oklahoma City (OKC)            | 15   | 20   | 42,9% | 9,5  |
| 11 | Spurs d'Austin (SAS)                  | 13   | 19   | 40,6% | 10   |
| 12 | Skyforce de Sioux Falls (MIA)         | 14   | 21   | 40,0% | 10,5 |
| 13 | Stars de Salt Lake City (UTA)         | 9    | 23   | 28,1% | 14,0 |

y - Premier de la saison régulière ; x - Qualifié en playoffs

### Statistiques
| Catégorie                   | Joueur         | Équipe(s)               | Statistique |
| --------------------------- | -------------- | ----------------------- | ----------- |
| Points par match            | Carsen Edwards | Stars de Salt Lake City | 26,7        |
| Rebonds par match           | Petr Cornelie  | Gold de Grand Rapids    | 13,0        |
| Passes par match            | Derrick Walton | Cruise de Motor City    | 9,5         |
| Interceptions par match     | Gabe York      | Mad Ants de Fort Wayne  | 3,3         |
| Contres par match           | Tacko Fall     | Charge de Cleveland     | 2,7         |
| Ballons perdus par match    | Craig Randall  | Nets de Long Island     | 4,5         |
| Minutes jouées par match    | Craig Randall  | Nets de Long Island     | 40,8        |
| Pourcentage au tir          | Tacko Fall     | Charge de Cleveland     | 76,6%       |
| Pourcentage au lancer franc | Joe Chealey    | Swarm de Greensboro     | 92,2%       |
| Pourcentage à trois points  | Micah Potter   | Skyforce de Sioux Falls | 44,1%       |

### Playoffs
|  | Quarts de finales de conférence | Quarts de finales de conférence | Quarts de finales de conférence |                        |                        | Demi-finales de conférence | Demi-finales de conférence | Demi-finales de conférence |  |   | Finales de conférences      | Finales de conférences | Finales de conférences |   |  | Finales Meilleur des trois matchs | Finales Meilleur des trois matchs | Finales Meilleur des trois matchs |
|  |                                 |                                 |                                 |                        |                        |                            |                            |                            |  |   |                             |                        |                        |   |  |                                   |                                   |                                   |
|  |                                 |                                 |                                 |                        |                        |                            |                            |                            |  |   |                             |                        |                        |   |  |                                   |                                   |                                   |
|  |                                 | 1                               | Raptors 905                     | 131                    |                        |                            |                            |                            |  |   |                             |                        |                        |   |  |                                   |                                   |                                   |
|  |                                 |                                 |                                 | 131                    |                        |                            |                            |                            |  |   |                             |                        |                        |   |  |                                   |                                   |                                   |
|  |                                 |                                 | 4                               | Go-Go de Capital City  | 126                    |                            |                            |                            |  |   |                             |                        |                        |   |  |                                   |                                   |                                   |
|  | 4                               | Go-Go de Capital City           | 4                               | Go-Go de Capital City  | 126                    | 131                        |                            |                            |  |   |                             |                        |                        |   |  |                                   |                                   |                                   |
|  | 4                               | Go-Go de Capital City           |                                 |                        |                        | 131                        |                            |                            |  |   |                             |                        |                        |   |  |                                   |                                   |                                   |
|  | 5                               | Skyhawks de College Park        | 122                             |                        |                        |                            |                            |                            |  |   |                             |                        |                        |   |  |                                   |                                   |                                   |
|  | 5                               | Skyhawks de College Park        | 122                             |                        |                        |                            |                            |                            |  | 1 | Raptors 905                 | 139                    |                        |   |  |                                   |                                   |                                   |
|  |                                 |                                 |                                 |                        |                        |                            |                            |                            |  | 1 | Raptors 905                 | 139                    |                        |   |  |                                   |                                   |                                   |
|  |                                 | 3                               | Blue Coats du Delaware          | 143                    |                        |                            |                            |                            |  |   |                             |                        |                        |   |  |                                   |                                   |                                   |
|  | 3                               | 3                               | Blue Coats du Delaware          | 143                    | Blue Coats du Delaware | 133                        |                            |                            |  |   |                             |                        |                        |   |  |                                   |                                   |                                   |
|  | 3                               |                                 |                                 |                        | Blue Coats du Delaware | 133                        |                            |                            |  |   |                             |                        |                        |   |  |                                   |                                   |                                   |
|  | 6                               | Nets de Long Island             | 116                             |                        |                        |                            |                            |                            |  |   |                             |                        |                        |   |  |                                   |                                   |                                   |
|  | 6                               | Nets de Long Island             | 116                             |                        | 2                      | Cruise de Motor City       | 116                        |                            |  |   |                             |                        |                        |   |  |                                   |                                   |                                   |
|  |                                 |                                 |                                 |                        | 2                      | Cruise de Motor City       | 116                        |                            |  |   |                             |                        |                        |   |  |                                   |                                   |                                   |
|  |                                 |                                 | 3                               | Blue Coats du Delaware | 124                    |                            |                            |                            |  |   |                             |                        |                        |   |  |                                   |                                   |                                   |
|  |                                 |                                 | 3                               | Blue Coats du Delaware | 124                    |                            |                            |                            |  |   |                             |                        |                        |   |  |                                   |                                   |                                   |
|  |                                 |                                 |                                 |                        |                        |                            |                            |                            |  |   |                             |                        |                        |   |  |                                   |                                   |                                   |
|  |                                 |                                 |                                 |                        |                        |                            |                            |                            |  |   |                             |                        |                        |   |  |                                   |                                   |                                   |
|  |                                 |                                 |                                 |                        |                        |                            |                            |                            |  |   |                             | 3                      | Blue Coats du Delaware | 0 |  |                                   |                                   |                                   |
|  |                                 |                                 |                                 |                        |                        |                            |                            |                            |  |   |                             |                        |                        |   |  |                                   |                                   |                                   |
|  |                                 | 1                               | Vipers de Rio Grande Valley     | 2                      |                        |                            |                            |                            |  |   |                             |                        |                        |   |  |                                   |                                   |                                   |
|  |                                 | 1                               | Vipers de Rio Grande Valley     | 2                      |                        |                            |                            |                            |  |   |                             |                        |                        |   |  |                                   |                                   |                                   |
|  |                                 |                                 |                                 |                        |                        |                            |                            |                            |  |   |                             |                        |                        |   |  |                                   |                                   |                                   |
|  |                                 |                                 |                                 |                        |                        |                            |                            |                            |  |   |                             |                        |                        |   |  |                                   |                                   |                                   |
|  |                                 | 1                               | Vipers de Rio Grande Valley     | 120                    |                        |                            |                            |                            |  |   |                             |                        |                        |   |  |                                   |                                   |                                   |
|  |                                 |                                 |                                 | 120                    |                        |                            |                            |                            |  |   |                             |                        |                        |   |  |                                   |                                   |                                   |
|  |                                 |                                 | 5                               | Legends du Texas       | 103                    |                            |                            |                            |  |   |                             |                        |                        |   |  |                                   |                                   |                                   |
|  | 4                               | Squadron de Birmingham          | 5                               | Legends du Texas       | 103                    | 100                        |                            |                            |  |   |                             |                        |                        |   |  |                                   |                                   |                                   |
|  | 4                               | Squadron de Birmingham          |                                 |                        |                        | 100                        |                            |                            |  |   |                             |                        |                        |   |  |                                   |                                   |                                   |
|  | 5                               | Legends du Texas                | 115                             |                        |                        |                            |                            |                            |  |   |                             |                        |                        |   |  |                                   |                                   |                                   |
|  | 5                               | Legends du Texas                | 115                             |                        |                        |                            |                            |                            |  | 1 | Vipers de Rio Grande Valley | 125                    |                        |   |  |                                   |                                   |                                   |
|  |                                 |                                 |                                 |                        |                        |                            |                            |                            |  | 1 | Vipers de Rio Grande Valley | 125                    |                        |   |  |                                   |                                   |                                   |
|  |                                 | 2                               | Clippers d'Agua Caliente        | 114                    |                        |                            |                            |                            |  |   |                             |                        |                        |   |  |                                   |                                   |                                   |
|  | 3                               | 2                               | Clippers d'Agua Caliente        | 114                    | Lakers de South Bay    | 134                        |                            |                            |  |   |                             |                        |                        |   |  |                                   |                                   |                                   |
|  | 3                               |                                 |                                 |                        | Lakers de South Bay    | 134                        |                            |                            |  |   |                             |                        |                        |   |  |                                   |                                   |                                   |
|  | 6                               | Warriors de Santa Cruz          | 123                             |                        |                        |                            |                            |                            |  |   |                             |                        |                        |   |  |                                   |                                   |                                   |
|  | 6                               | Warriors de Santa Cruz          | 123                             |                        | 2                      | Clippers d'Agua Caliente   | 112                        |                            |  |   |                             |                        |                        |   |  |                                   |                                   |                                   |
|  |                                 |                                 |                                 |                        | 2                      | Clippers d'Agua Caliente   | 112                        |                            |  |   |                             |                        |                        |   |  |                                   |                                   |                                   |
|  |                                 |                                 | 3                               | Lakers de South Bay    | 110                    |                            |                            |                            |  |   |                             |                        |                        |   |  |                                   |                                   |                                   |
|  |                                 |                                 | 3                               | Lakers de South Bay    | 110                    |                            |                            |                            |  |   |                             |                        |                        |   |  |                                   |                                   |                                   |
|  |                                 |                                 |                                 |                        |                        |                            |                            |                            |  |   |                             |                        |                        |   |  |                                   |                                   |                                   |

### Récompenses

#### Joueur de la semaine
| Date                      | Joueur            |
| ------------------------- | ----------------- |
| 9 novembre - 16 novembre  | Saben Lee         |
| 16 novembre - 23 novembre | Charlie Brown Jr. |
| 23 novembre - 30 novembre | Tacko Fall        |
| 30 novembre - 7 décembre  | Luka Šamanić      |
| 7 décembre - 14 décembre  | Paul Reed         |
| 4 janvier - 11 janvier    | Craig Randall II  |
| 11 janvier - 18 janvier   | Carlik Jones      |
| 18 janvier - 25 janvier   | Daishen Nix       |
| 25 janvier - 1er février  | Justin Tillman    |
| 1er février - 8 février   | Saben Lee         |
| 8 février - 15 février    | Chris Clemons     |
| 22 février - 1er mars     | Isaiah Thomas     |
| 1er mars - 8 mars         | Nik Stauskas      |
| 8 mars - 15 mars          | Justin Anderson   |
| 15 mars - 22 mars         | Cat Barber        |
| 22 mars - 29 mars         | Jerome Robinson   |
| 29 mars - 5 avril         | Charles Bassey    |

#### Joueur du mois
| Date     | Joueur           |
| -------- | ---------------- |
| Novembre | Saben Lee        |
| Janvier  | Mason Jones      |
| Février  | Craig Randall II |
| Mars     | Chris Clemons    |

#### Trophées annuels
MVP de la saison régulière : Trevelin Queen (Vipers de Rio Grande Valley)
Rookie de l'année : Mac McClung (Lakers de South Bay)
Défenseur de l'année : Shaquille Harrison (Blue Coats du Delaware)
Joueur ayant le plus progressé : Craig Randall II (Nets de Long Island)
Prix Jason Collier pour l'esprit sportif : Andre Ingram (Lakers de South Bay)
Entraîneur de l'année : Mahmoud Abdelfattah (Vipers de Rio Grande Valley)
Dirigeant de l'année : Travis Stockbridge (Vipers de Rio Grande Valley)
| All-NBA G-League First Team : - Justin Anderson (Mad Ants de Fort Wayne) - Mason Jones (Lakers de South Bay) - Justin Tillman (Skyhawks de College Park) - Trevelin Queen (Vipers de Rio Grande Valley) - Moses Wright (Clippers d'Agua Caliente) (Legends du Texas) | All-NBA G-League Second Team : - Anthony Barber (Skyhawks de College Park) - Charles Bassey (Blue Coats du Delaware) - Braxton Key (Cruise de Motor City) - Saben Lee (Cruise de Motor City) - Reggie Perry (Raptors 905) | All-NBA G-League Third Team : - Luka Garza (Cruise de Motor City) - Jared Harper (Squadron de Birmingham) - Justin Jackson (Legends du Texas) - Carlik Jones (Legends du Texas) - Anthony Lamb (Vipers de Rio Grande Valley) |